# Геройский сельский совет
Геройский сельский совет (укр. Геройська сільська рада, крымскотат. Aşağı Caminl köy şurası) — согласно законодательству Украины — административно-территориальная единица в Сакском районе Автономной Республики Крым.
Население сельсовета по переписи 2001 года — 2279 человек; площадь — 46 км²
К 2014 году состоял из 2 сёл:
- Геройское
- Яркое

## История
Геройский сельский совет был образован в 1977 году (в период с 1 января по 1 июня 1977 года). С 12 февраля 1991 года сельсовет в восстановленной Крымской АССР, 26 февраля 1992 года переименованной в Автономную Республику Крым. С 21 марта 2014 года в составе Крыма аннексирован Россией. Законом «Об установлении границ муниципальных образований и статусе муниципальных образований в Республике Крым» от 4 июня 2014 года территория административной единицы была объявлена муниципальным образованием со статусом сельского поселения.